# Костряковський сільський округ
Костряко́вський сільський округ (каз. Костряков ауылдық округі, рос. Костряковский сельский округ) — адміністративна одиниця у складі Федоровського району Костанайської області Казахстану. Адміністративний центр — село Костряковка.
Населення — 1543 особи (2021; 1903 у 2009, 2503 у 1999, 2766 у 1989).
Станом на 1989 рік існувала Костряковська сільська рада (села Волковка, Грачевка, Запасне, Івангородське, Костряковка, Курське, Новоукраїнка). Село Новоукраїнка було ліквідоване 2009 року, село Івангородське — 2013 року, село Грачевка — 2016 року.

## Склад
До складу округу входять такі населені пункти:
| Населений пункт     | Старі назви | Населення, осіб (1989) | Населення, осіб (1999) | Населення, осіб (2009) | Населення, осіб (2021) |
| ------------------- | ----------- | ---------------------- | ---------------------- | ---------------------- | ---------------------- |
| Волковка, село      | -           | 309                    | 254                    | 187                    | 172                    |
| Грачевка, село      | -           | 161                    | 181                    | 107                    | -                      |
| Запасне, село       | -           | 160                    | 211                    | 167                    | 128                    |
| Івангородське, село | -           | 237                    | 171                    | 88                     | -                      |
| Костряковка, село   | -           | 1357                   | 1252                   | 1108                   | 1062                   |
| Курське, село       | -           | 328                    | 286                    | 242                    | 181                    |
| Новоукраїнка, село  | -           | 203                    | 148                    | 4                      | -                      |